# Миливоје Миливојевић
Миливоје Миливојевић (Ступчевићи код Ариља, 14. мај 1929 — Београд, 19. март 2002) био је југословенски сниматељ и директор фотографије. Највише је сарађивао са Миомиром Стаменковићем и Предрагом Голубовићем. Његови син је психотерапеут др Зоран Миливојевић.

## Филмографија
| као директор фотографије | као директор фотографије | као директор фотографије |
| ------------------------ | ------------------------ | ------------------------ |
| 1968.                    | У раскораку              |                          |
| 1969.                    | Бубе у глави             |                          |
| 1972.                    | Без речи                 |                          |
| 1973.                    | Бомбаши                  |                          |
| 1974.                    | СБ затвара круг          |                          |
| 1975.                    | Црвени удар              |                          |
| 1975.                    | Ужичка република         | ТВ серија                |
| 1976.                    | Девојачки мост           |                          |
| 1977.                    | Луде године              |                          |
| 1978.                    | Судбине                  |                          |
| 1978.                    | Размена                  | мини серија              |
| 1978.                    | Последња трка            |                          |
| 1981.                    | Сезона мира у Паризу     |                          |
| 1981.                    | Нека друга жена          |                          |
| 1981.                    | Шеста брзина             |                          |
| 1982.                    | Прогон                   |                          |
| 1983.                    | Маховина на асфалту      |                          |
| 1983.                    | Иди ми дођи ми           |                          |
| 1984.                    | Опасни траг              |                          |
| 1985.                    | Двоструки удар           | ТВ                       |
| 1985.                    | Буња                     | ТВ                       |
| 1986.                    | Добровољци               |                          |
| 1987.                    | Лагер Ниш                |                          |